# Juan A. Pradere
Juan A. Pradere es una localidad del partido de Patagones, provincia de Buenos Aires, Argentina.
Juan A. Pradere fue fundada el 5 de diciembre de 1913 y su nombre se debe al reconocimiento oficial y comunitario a Don Juan Adan Pradere, donante de las tierras que utilizó el Ferrocarril del Sud para construir la estación en el lugar. Está ubicada a unos 128 km de Carmen de Patagones.
Por estar en el valle bonaerense del río Colorado, es una zona apta para muchas producciones agropecuarias, ganadería, agricultura y apicultura.
Su principal producción es la hortícola; su producto principal es la cebolla, que en sus variedades es la de mejor calidad del país. También se produce zapallo, papa, tomates, morrones, verduras de hoja, zanahoria.

## Población
Cuenta con 521 habitantes (Indec, 2010), lo que representa un incremento del 26 % frente a los 413 habitantes (Indec, 2001) del censo anterior.
| Gráfica de evolución demográfica de Juan A. Pradere entre 1991 y 2010 |
|                                                                       |
| Fuente: Censos nacionales del INDEC                                   |

## Galería de imágenes

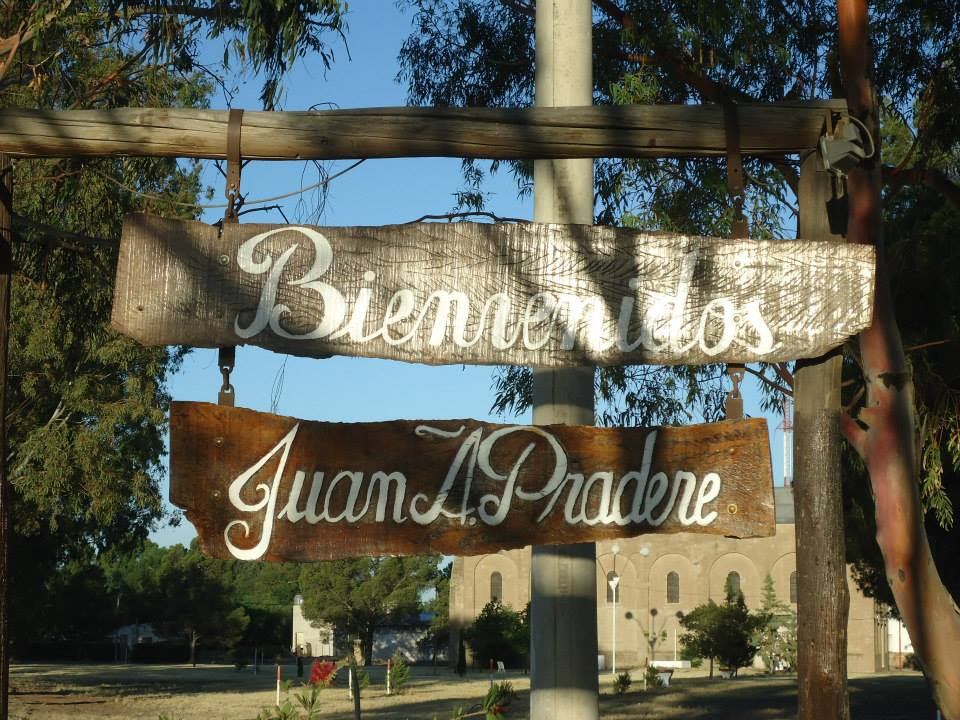
Acceso a la Localidad de Juan A. Pradere
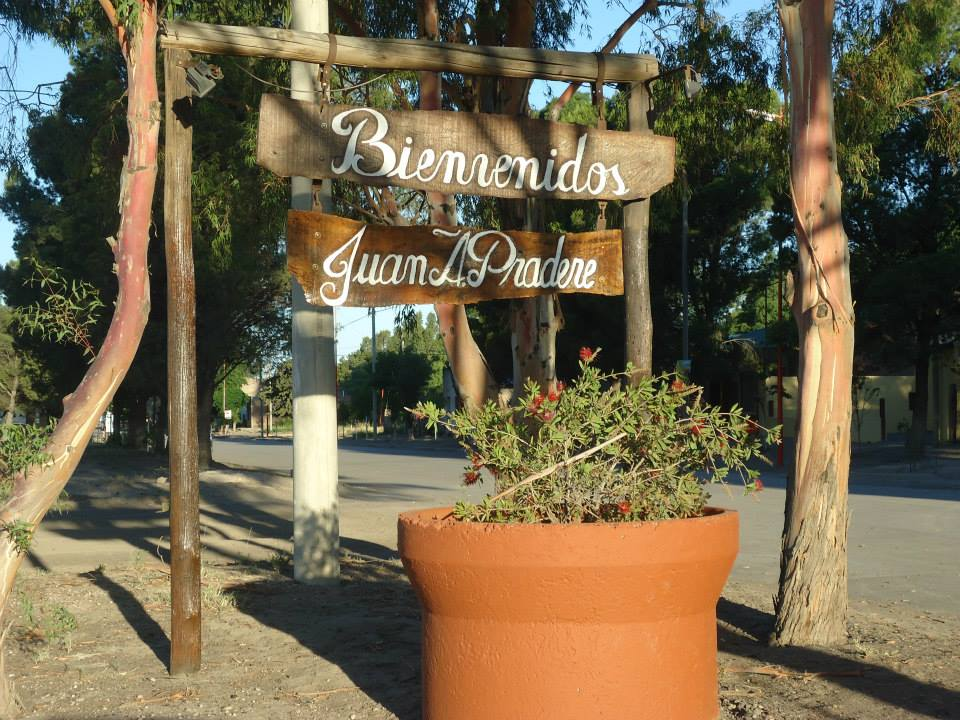
Acceso a la Localidad de Juan A. Pradere
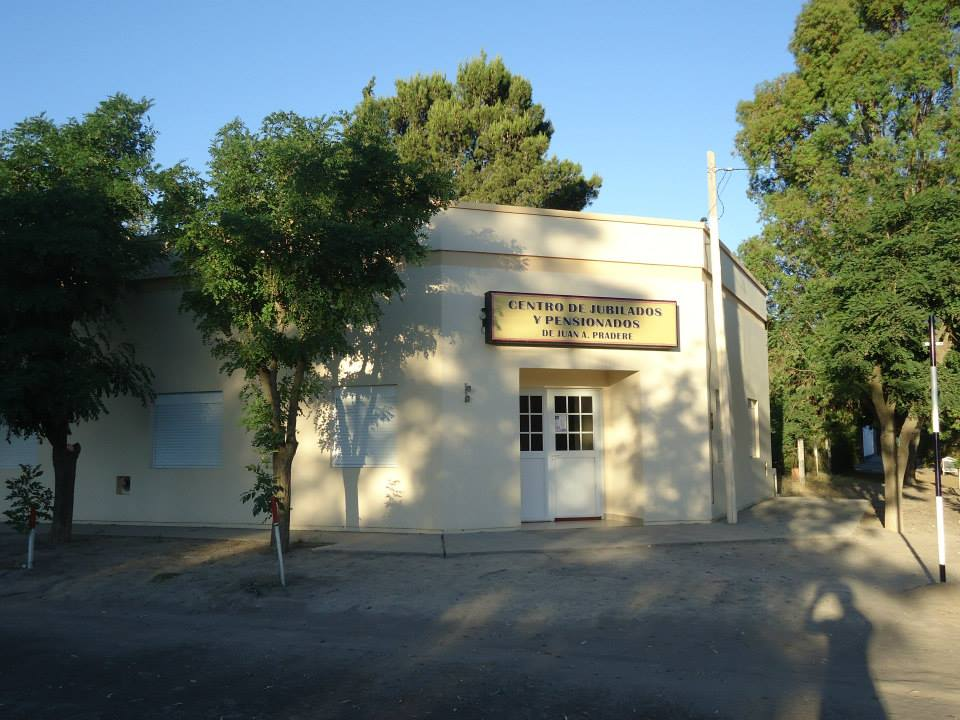
Centro de Jubilados y Pensionados de Juan A. Pradere
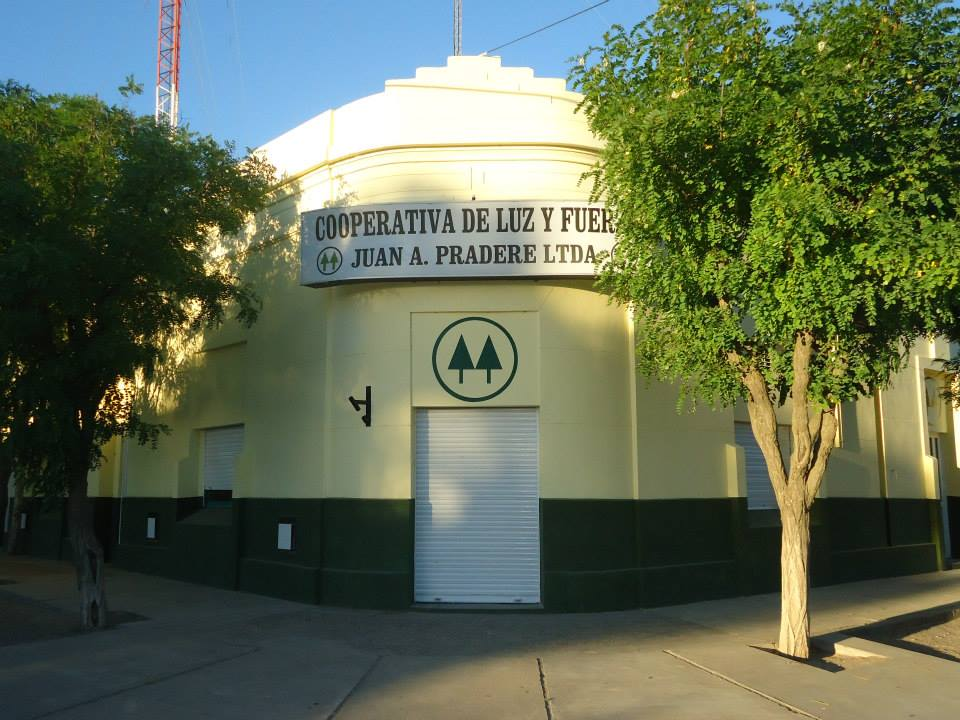
Cooperativa de Luz y Fuerza de Juan A. Pradere
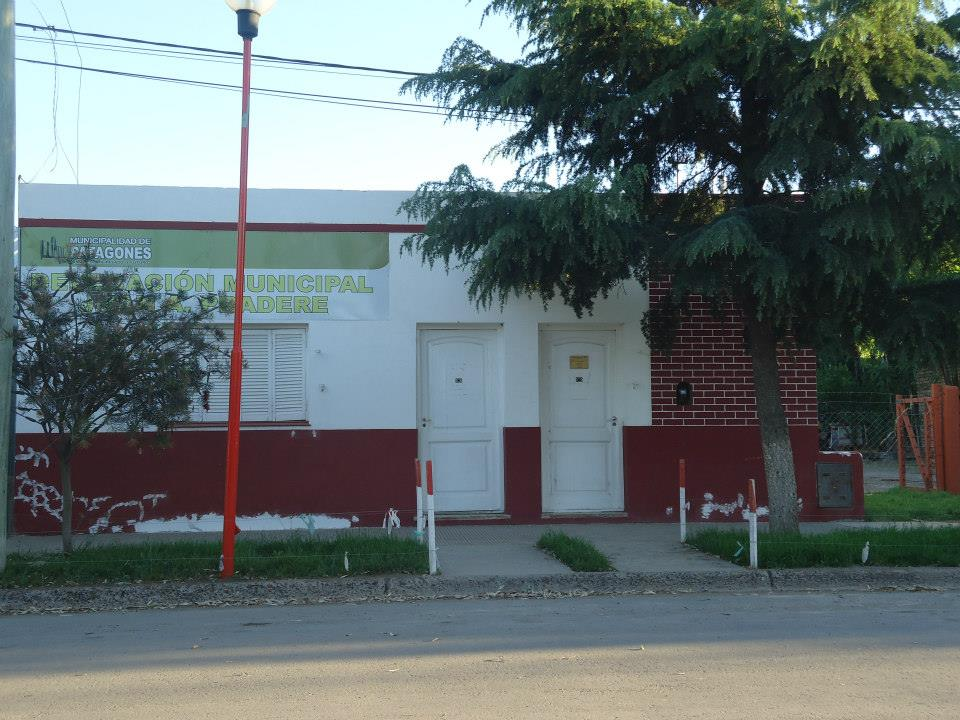
Delegación Municipal, Juan A. Pradere
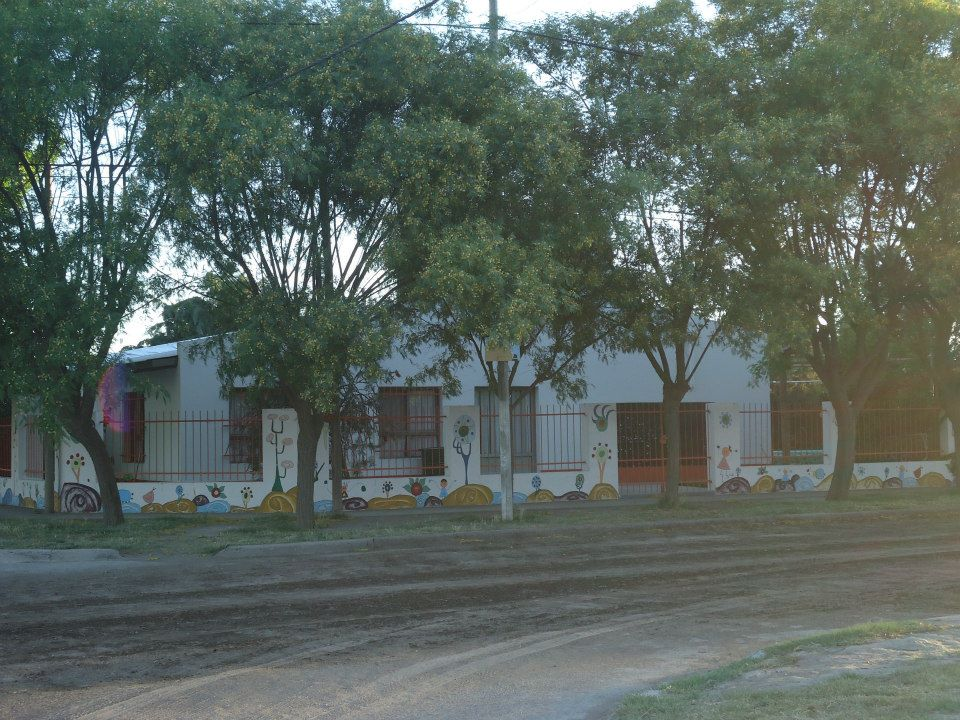
Jardín de Infantes № 906, Juan A. Pradere
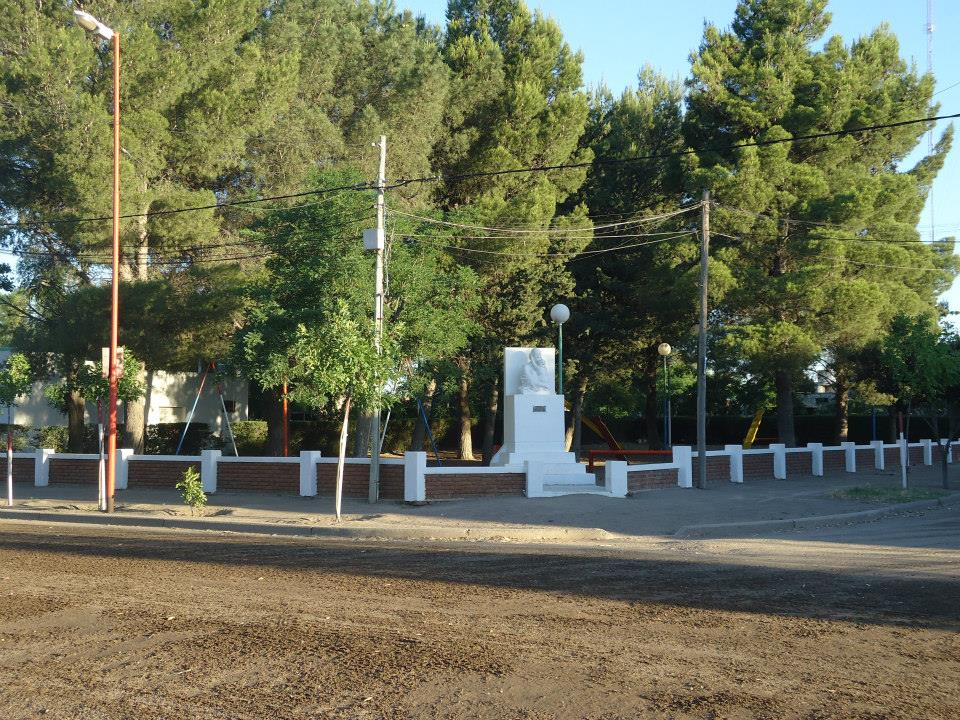
Plaza en Juan A. Pradere
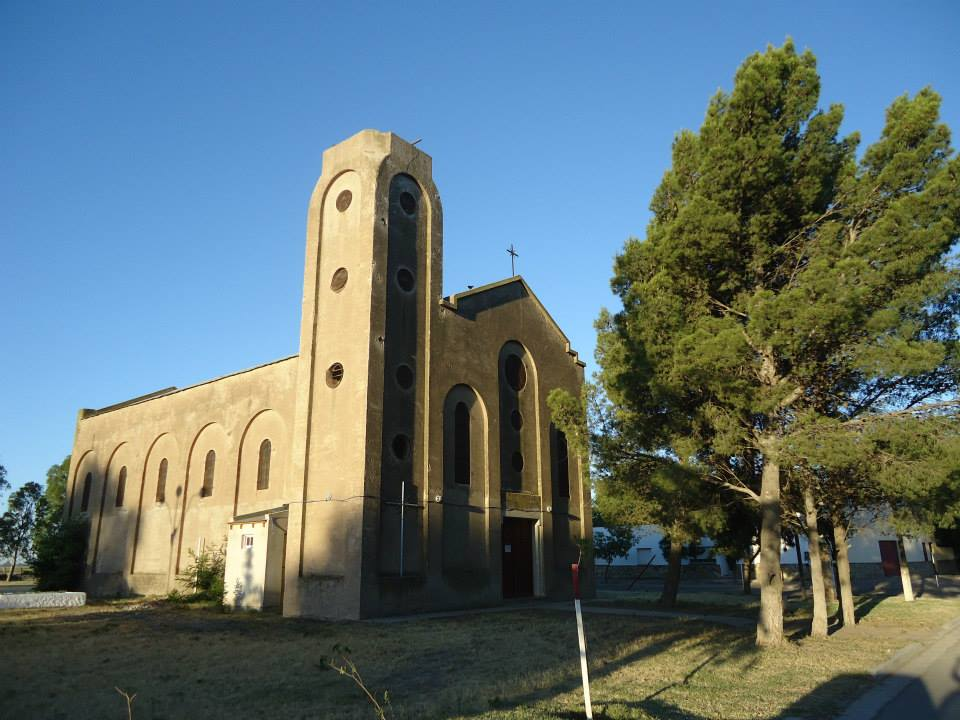
Iglesia Sagrado Corazón en Juan A. Pradere
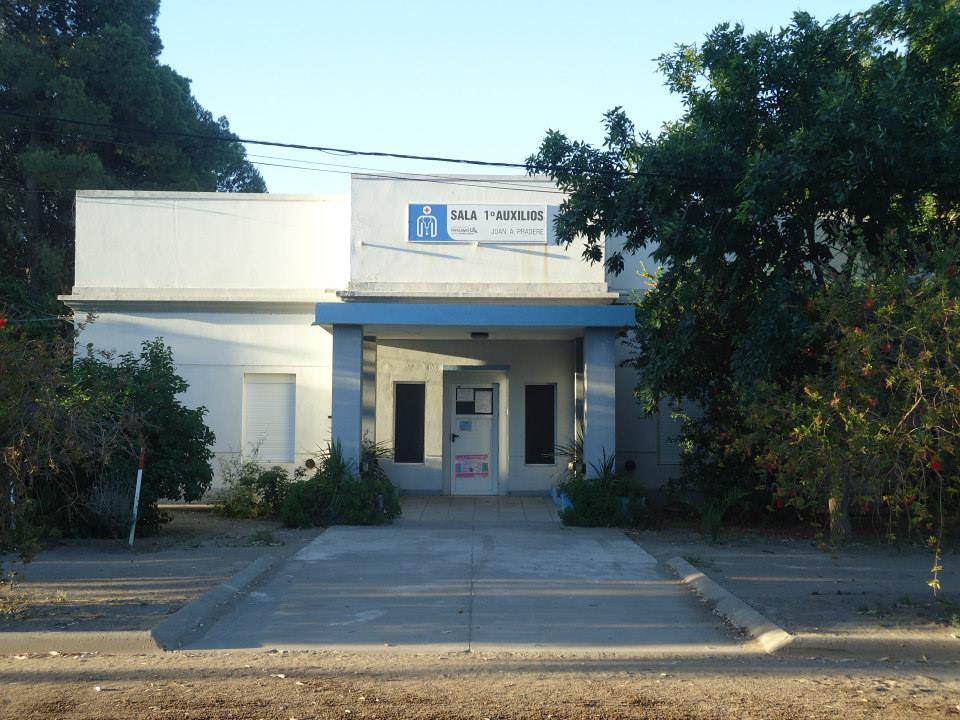
Sala de Primeros Auxilios Juan A. Pradere

- Datos: Q5946954